# ستيف مور (كاتب)
ستيف مور (بالإنجليزية: Steve Moore)‏ هو رسام كارتون ومنتج أفلام وكاتب سيناريو أمريكي، ولد في 1965.

## وصلات خارجية
- ستيف مور على موقع IMDb (الإنجليزية)
- ستيف مور على موقع أول موفي (الإنجليزية)